# Rabah
Rabah (arab. رباح) – miejscowość w Syrii, w muhafazie Hims. W 2004 roku liczyła 2341 mieszkańców.